# Битва при Мелории (1241)
Битва при Мелории (Битва при Джильо, Битва при Монтекристо); 3 мая 1241 года — один из ключевых эпизодов противостояния Пизанской и Генуэзской республик в Средиземноморье в XIII веке. Пиза входила в союз гибеллинских городов и была верным союзником императоров Священной Римской империи. Генуэзская республика была среди сторонников папы римского Григория IX в его борьбе против императора Священной Римской империи Фридриха II. Соединённый флот Фридриха и города Пиза разгромил генуэзский флот, доставлявший прелатов из Франции и Испании на собор в Рим. Собор должен был утвердить отлучение Фридриха II от римско-католической церкви и лишить его титула императора, но из-за пленения участников планы папы были сорваны.

## Предыстория
В 1237 году император Фридрих II получил контроль над Северной Италией после победы в битве при Кортенуове. Он женил своего сына Энцо на дочери судьи Торреса и Галлуры и дал сыну титул короля Сардинии, ещё больше усиливая свой конфликт с понтификом, поскольку Сардиния считалась вассалом папы. Григорий IX отлучил Фридриха II от церкви в Вербное воскресенье 1239 года. С этого момента между папой и Империей был явный конфликт. Император, который заявил, что чувствует себя обязанным защищать империю от «еретического папы», начал завоевывать папские земли. Результатом конфликта стало решение папы лишить Фридриха сана императора Священной Римской империи. Осенью 1240 года папа разослал церковным сановникам Италии, Сицилии, Германии, Франции, Испании и Венгрии письма о созыве вселенского собора в Риме на Пасху 1241 года, чтобы обсудить действия церкви против императора.
К весне 1241 года сухопутные дороги и перевалы в Тоскане и Ломбардии контролировались войсками Фридриха или гибеллинских городов. Французские прелаты собрались в Ницце, но дальше проехать не могли. С целью организовать их прибытие на собор, папа написал в Геную с просьбой предоставить флот и перевезти ломбардских, французских, английских и испанских прелатов из Ниццы в Остию. Согласно договору папы с генуэзцами, за аренду галер и других судов папа был должен заплатить 3,550 генуэзских лир за каждого перевозимого прелата. Фридрих был в курсе приготовлений, поскольку в Генуе существовала проимперская партия, информировавшая Фридриха о всех происходящих событиях.

## Силы сторон
Генуэзцы снарядили 60 судов (или даже шестьдесят семь судов, двадцать семь из которых были галеры, прочие — грузовые суда). Из-за плохого состояния генуэзских судов английские прелаты отказались подняться на борт. К генуэзскому флоту присоединилась большая французская военная галера под командованием Ромео ди Вильнёва. Во главе флота были поставлены Джакопо Малочелли(Марочелло) и Гульельмо Уббриако. Каждая галера имела экипаж, состоящий из 132 человек, включая моряков и рулевых, кроме того, на каждой галере было 40 солдат. Другие суда перевозили по 77 человек, из которых 25 были солдатами. Таким образом, генуэзская армия могла насчитывать в общей сложности около 7500 человек.
Император послал письмо в Пизу с предложением объединить усилия против общего врага. У Фридриха было 27 вооружённых галер под командованием его сына Энцо и адмирала Ансалдо де Мари. Ансалдо был генуэзцем и до февраля находился в Генуе. Он был осведомлён о всех намерениях противника. Этот флот отплыл к Пизе, которая была соперником Генуи и верной императору. Пизанским флотом из 40 галер командовал Уголино Бузаккерини.

## Битва

1 — о. Мелория
2 — о. Пьяноса
3 — о. Монтекристо
4 — о. Джильо
5 — Монте-Арджентарио
6 — Порто Пизано

25 апреля генуэзский флот вышел из Генуи, сначала он направился в Портофино, где задержался на один-два дня. Командующие флотом хотели высадиться и сразиться с Оберто Паллавичино, от имени Фридриха захватывавшего территории городов ломбардской лиги, но два легата не позволили им отвлечься от цели, требуя быстрейшей доставки в Рим. На другой остановке, в Портовенере, они узнали об объединении сицилийского и пизанского флотов и поняли, что им угрожают не 27 галер Фридриха, а намного больше. В Геную эта новость пришла в то же самое время, обеспокоенные генуэзцы выслали ещё 8 вооружённых галер для усиления эскадры. Однако самоуверенность («глупая гордыня») Малочелли привела к тому, что они отплыли и не стали дожидаться подкрепления.
У Ансалдо де Мари был приказ императора перехватить флот противника у Монте-Арджентарио, чтобы предотвратить высадку прелатов на земли папской области. Перед самым отплытием Ансалдо де Мари отказался от участия в компании, мотивировав отказ внезапной болезнью. Вместо него командующим стал его старший сын Андреоло. Современниками адмирала высказывались предположения, что Ансалдо, будучи по рождению генуэзцем, не хотел воевать против сограждан.

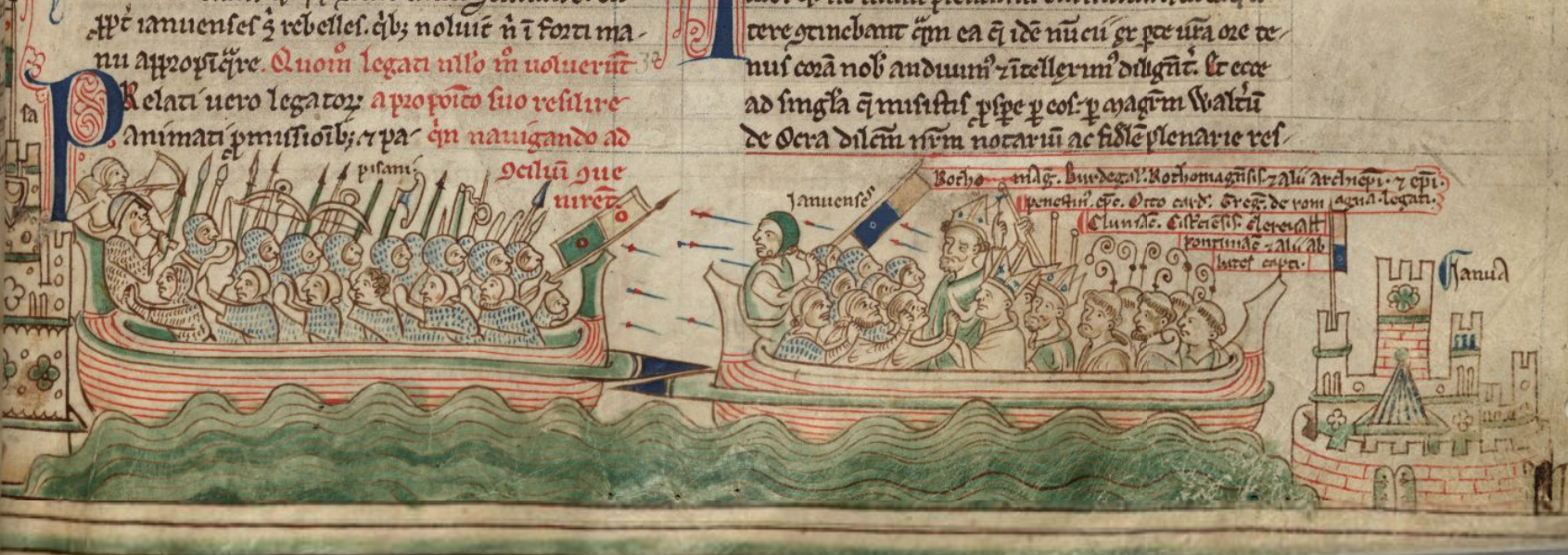
Битва при Мелории (Джильо)
«Великая хроника», Матвей Парижский, MS 016, f.147r

Описание деталей в источниках расходится. Известно, что в самом начале мая 1241 года генуэзский флот шёл вдоль побережья Италии на юг, возможно, держа курс на небольшие острова Джильо и Пьяноса. При этом прелаты просили Уббриако держаться подальше от Корсики, но их просьбы были проигнорированы, Малочелло самонадеянно отверг вариант маршрута в обход Корсики. Все источники сходятся в том, что вдоль тосканского побережья флот дошёл до небольших островов, лежащих между Пизой и Корсикой. По одной версии им удалось проплыть мимо Пизы, но имперский флот, встретившийся с пизанским между островами Монтекристо и Джильо, поджидал там генуэзцев. По другой версии, битва произошла севернее, у острова Мелория. Виллани сообщал, что пизанский флот шёл от Порто Пизано к Корсике, когда у Мелории перехватил генуэзцев. Кёльнская королевская хроника без уточнения места сообщала, что генуэзцы попали в засаду. Подавляющее большинство историков называют датой битвы 3 мая.
Все источники сходятся в том, что генуэзцы пренебрегли мерами безопасности, не рассчитали, что их суда перегружены и мало манёвренны. Малочелли не учёл, что среди плывущих с ним людей множество не умеющих воевать священников. Прелаты умоляли командующих уйти от столкновения, но их просьбы были бесплодными. Епископы, которые стояли на других галерах, махали ему руками, полные страха. Малочелло проигнорировал просящих и подал знак к битве, он не слушал предостережений и не принял всех мер для избежания столкновения. Адмирал тщетно ругал его. По словам Матвея Парижского, «самый кровавый бой последовал в море между пизанцами <…> и генуэзцами».
В начале битвы генуэзцам сопутствовала удача — им удалось даже потопить три пизанские галеры. Но, как писал Серра, «ложное рвение» привело их к поражению. Удача отвернулась от генуэзцев. Множество захваченных на трёх галерах пленников сковывало им руки. Пизанцы и сицилийцы, почувствовав, что напор противников снизился, удвоили усилия. Якопо Малочелли, подвергся нападению с нескольких сторон, его корабль был на грани затопления, но ему удалось перепрыгнуть на другую галеру и спастись бегством. Ромео де Вильнёв тоже спасся, ему даже удалось захватить один пизанский корабль, который он увёл как личную добычу.

## Итоги
После отчаянного боя генуэзцы были разбиты. В Кёльнской королевской хронике эти события описаны так: 
В том же году у итальянского города Януа собираются епископ Пренесте, легат Галлии, Отто, кардинал-легат Англии и римский дворцовый нотариус Григорий, легат Лангобардии. Вместе со многими другими епископами и аббатами из Галлии, Англии и многочисленными посланниками от прелатов как из Германии, так и из других стран, они поднимаются на вооруженные галеры, чтобы отправиться в Рим и там принять участие в соборе. Они попали в засаду 57 пизанцев и короля Генриха Сардинского, родного сына императора, и были побеждены, при этом три галеры полностью затонули, а 22 были захвачены. Здесь попали в плен три названных легата и 4000 жителей Януи, а также много аббатов и других священников вместе с посланниками влиятельных людей.
Некоторые из них выбрали добровольную смерть, прыгнув в волны. Возможно, что победители и сами топили некоторых из пленников, сбрасывая их за борт: «многих из них утопили или выбросили на скалы, точнее, на островок под названием Мелория, около Порто Пизано».
Общие потери по подсчетам историков составили 3 потопленные галеры, 19 или 22 захваченных судна, тринадцать из которых были взяты неаполитанцами и сицилийцами, а остальные — пизанцами, 4000 генуэзцев попали в плен, некоторые источники насчитали, что пленённых и погибших было 10 000 человек. Спастись удалось нескольким галерам, плывшие на которых и сообщили о произошедшем. На кораблях, которые спаслись и смогли избежать захвата, в основном были прелаты Испании и Арля.
Среди пленников были два кардинала, три легата папы, архиепископ Безансона, аббаты Норбертина, Клюни и Клерво, в общей сложности более ста прелатов. Прелаты и кардиналы в цепях были отправлены к императору Фридриху, который заключил их в тюрьмы Пизы и Сан-Миниато, часть была отвезена в тюрьмы Апулии. Добыча была так велика, что говорили: «сицилийцы и пизанцы делят деньги мешками».
Это было первое столь масштабное поражение Генуи. Император Фридрих II объявил эту победу Божьим промыслом, Божьим судом и знаком против незаконности его преследования со стороны папы Григория IX. На Пизу папой Григорием IX был наложен интердикт, продолжавшийся до 1257 года. Только со скорой смертью папы Григория IX в августе 1241 года ситуация, как казалось, разрядилась. В знак доброй воли Фридрих II выпустил легатов. Однако новоизбранный папа Иннокентий IV стал столь же непримиримым противником императора, как и его предшественник. В 1244 году он в Лионе созвал Первый Лионский собор, который формально сверг императора.

## Комментарии
1. ↑  Также называют  26[8] или 28[19] апреля.
2. ↑   Называются и другие даты: 2 мая[32], 13 мая[33] и даже 25 августа[34].
3. ↑  Называется число: две[26], три[50] или пять[51].